# Jean Stewart
Jean Stewart, también conocida como Jean Hurring (Dunedin, Nueva Zelanda, 23 de diciembre de 1930 - 7 de agosto de 2020) fue una nadadora neozelandesa especializada en pruebas de estilo espalda, disciplina en la que fue medallista de bronce olímpica en 1952 en los 100 metros.

## Carrera deportiva
Participó en los Juegos de la Commonwealth de Auckland de 1950 donde ganó la medalla plata en las 110 yardas de mariposa..
Dos años después en los Juegos Olímpicos de Helsinki 1952 ganó la medalla de bronce en los 100 metros estilo espalda, con un tiempo de 1:15.8 segundos, tras la sudafricana Joan Harrison y la neerlandesa Geertje Wielema. En los Juegos de Vamcouver. En 1953 obtuvo el campeonato nacional en 110 yardas
En la competición de la Commonwealth de Vancouver de 1954 obtuvo el bronce en 100 metros espalda.
Compitió en los Juegos Olímpicos de Melbourne de 1956 en 100 metros espalda.